# San Lorenzo Cacaotepec
San Lorenzo Cacaotepec är en ort i Mexiko.   Den ligger i kommunen San Lorenzo Cacaotepec och delstaten Oaxaca, i den sydöstra delen av landet, 400 km sydost om huvudstaden Mexico City. San Lorenzo Cacaotepec ligger 1 611 meter över havet och antalet invånare är 5 774.
Terrängen runt San Lorenzo Cacaotepec är kuperad åt sydost, men åt nordväst är den platt. Runt San Lorenzo Cacaotepec är det mycket tätbefolkat, med 3 494 invånare per kvadratkilometer. Närmaste större samhälle är Oaxaca de Juárez, 10,8 km sydost om San Lorenzo Cacaotepec. Trakten runt San Lorenzo Cacaotepec består till största delen av jordbruksmark.